# Valleroy (Meurthe-et-Moselle)
Valleroy ist eine französische Gemeinde mit 2.355 Einwohnern (Stand 1. Januar 2022) im Département Meurthe-et-Moselle in der Region Grand Est (vor 2016 Lothringen). Sie gehört zum Arrondissement Val-de-Briey und ist Mitglied im Gemeindeverband Communauté de communes Orne Lorraine Confluences. Die Bewohner werden Valléresiens und Valléresiennes genannt.

## Geografie
Valleroy liegt etwa 18 Kilometer nordwestlich von Metz am Fluss Orne und seinem Zufluss Rawe. Hier mündet auch der Sèchevaux in die Rawe. Umgeben wird Valleroy von den Nachbargemeinden Les Baroches im Nordwesten und Norden, Moutiers im Norden und Nordosten, Auboué im Osten, Moineville im Süden, Hatrize im Süden und Südwesten sowie Abbéville-lès-Conflans im Südwesten und Westen.

## Bevölkerungsentwicklung
| Jahr      | 1962 | 1968 | 1975 | 1982 | 1990 | 1999 | 2006 | 2019 |
| Einwohner | 2598 | 2271 | 2185 | 2196 | 2337 | 2296 | 2429 | 2322 |

## Sehenswürdigkeiten
- Pfarrkirche Saint-Urbain, ursprünglich aus dem 13./14. Jahrhundert, ab 1728 neu errichtet
- Hizette-Kreuz von 1635
- Schloss von Valleroy, 1689 erbaut
- Bergwerk von Valleroy, ab 1907 erschlossen
- Sowjetischer Soldatenfriedhof
- Pfarrhaus aus dem 17. Jahrhundert, rekonstruiert 1743

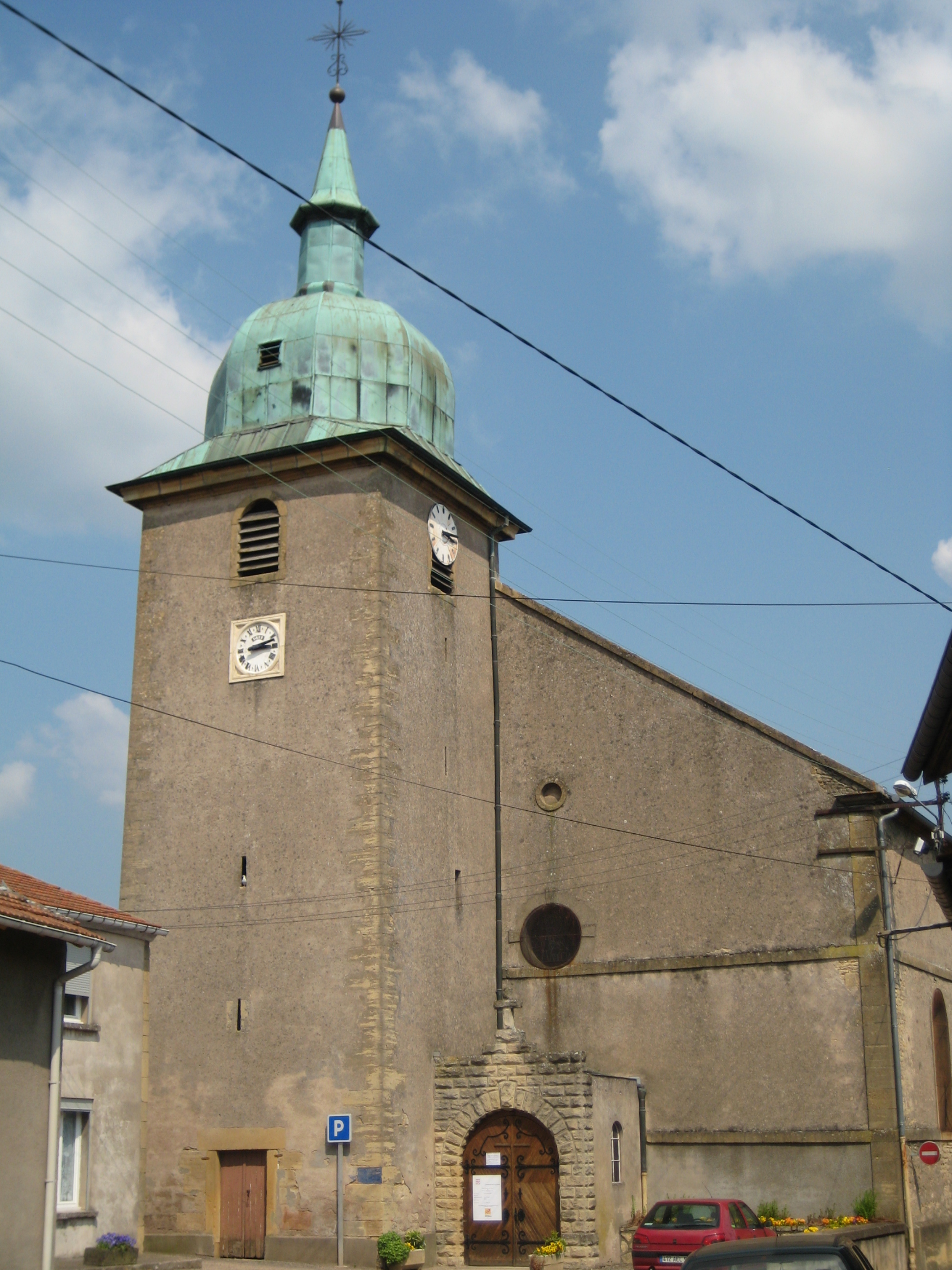
Pfarrkirche Saint-Urbain
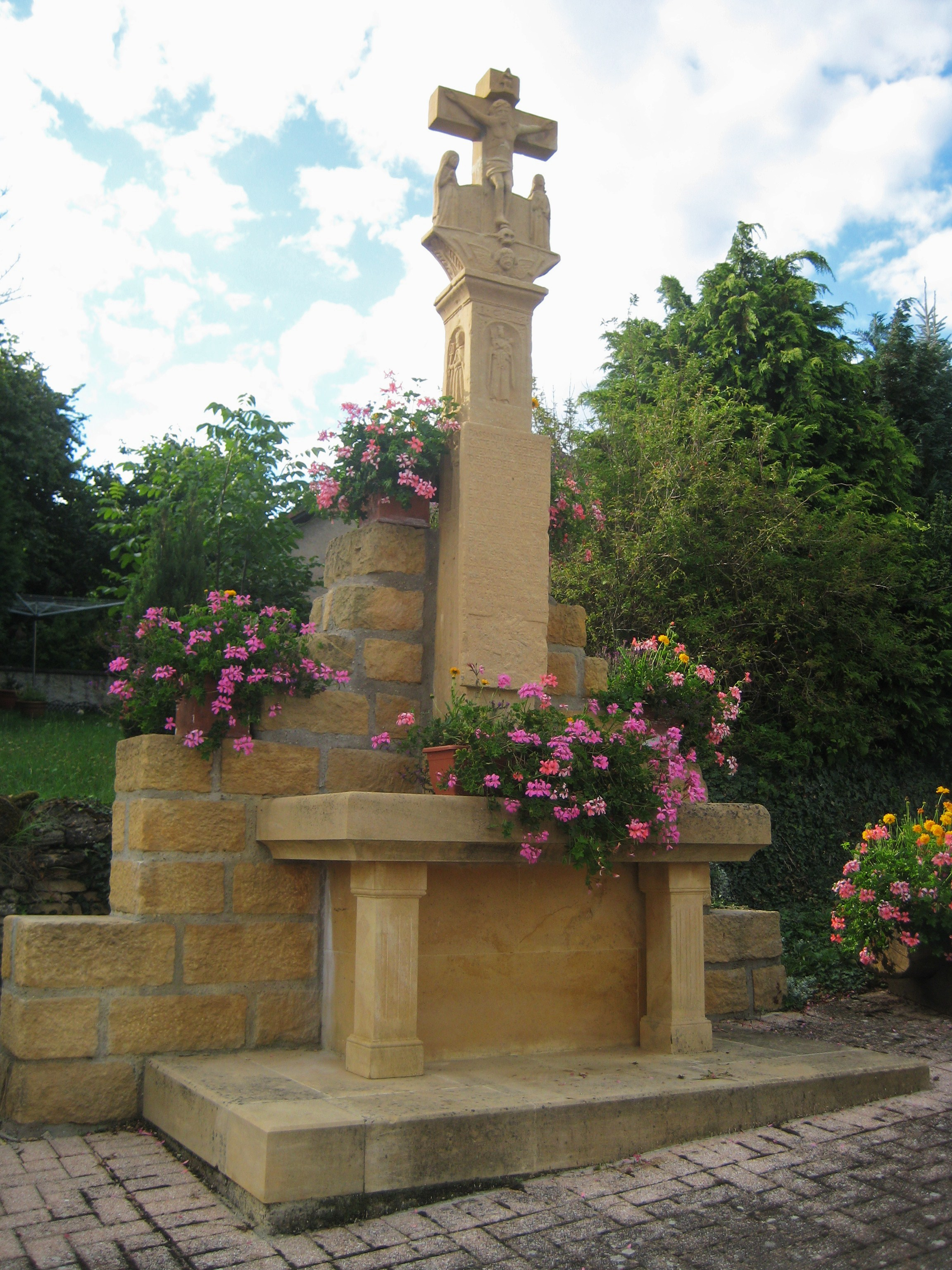
Hizette-Kreuz
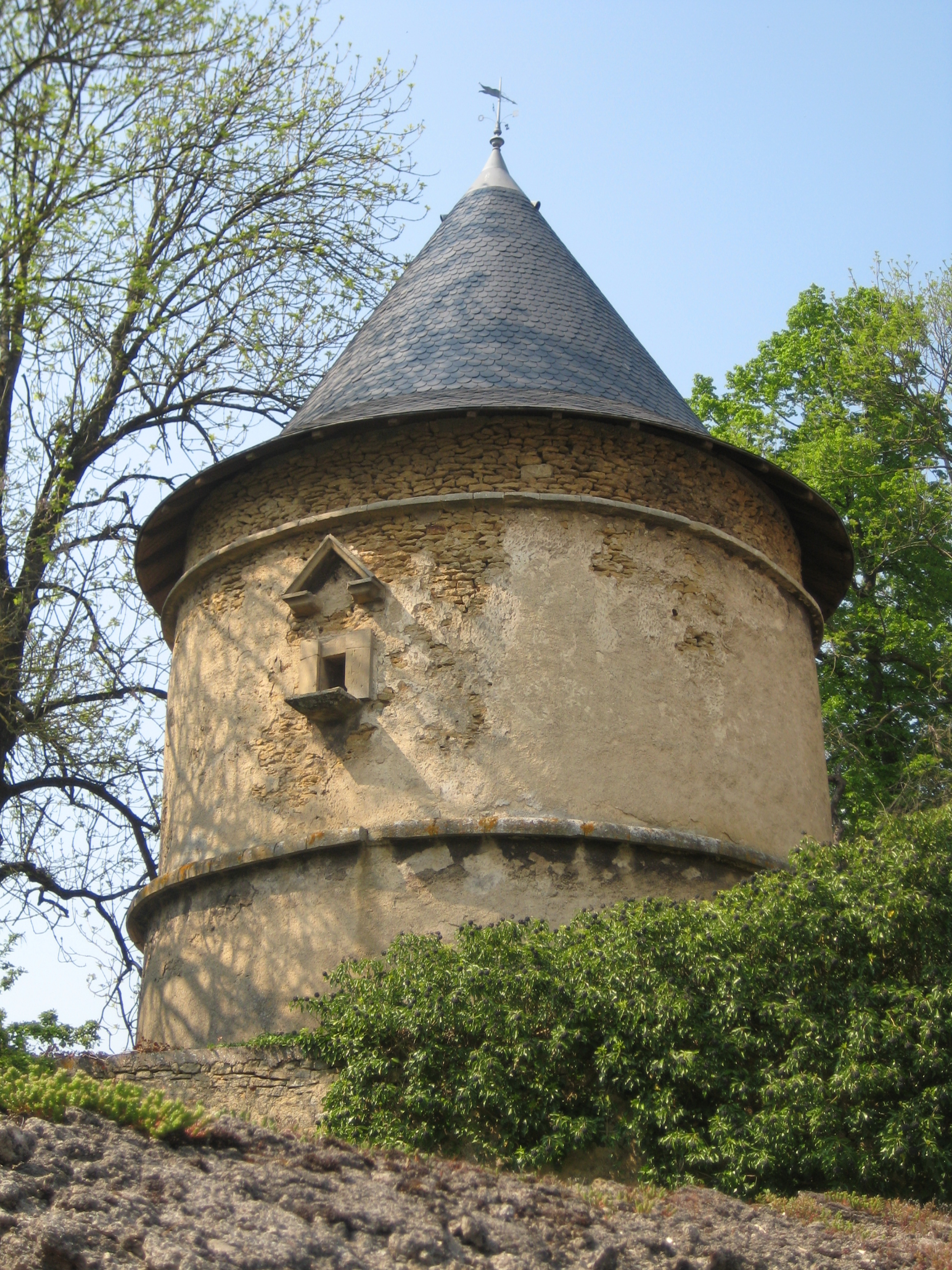
Taubenschlag am Schloss von Valleroy

## Gemeindepartnerschaft
Mit der italienischen Gemeinde Barisciano in der Provinz L’Aquila (Abruzzen) besteht seit 1982 eine Partnerschaft.

## Verkehr
Der Haltepunkt Valleroy-Moineville liegt an der Bahnstrecke Saint-Hilaire-au-Temple–Hagondange und war früher Ausgangspunkt der Bahnstrecke Valleroy-Moineville–Villerupt-Micheville.